# Некрасов, Яков Ильич
Я́ков Ильи́ч Некра́сов (1880—1944) — врач, сыгравший важную роль в построении медицинской системы СССР. Участник Русско-японской войны.

## Биография
Яков Некрасов родился в Орловской губернии и был средним сыном в семье архитектора сахарных заводов, бывшего крепостного крестьянина. Его старший брат Алексей был агрономом, младший Петр — метеоролог, заведующий сектором Бюро погоды СССР, автор учебников для вузов и научных монографий.
В 1902 году окончил Императорский московский государственный университет со званием лекаря. Остался сверхштатным ассистентом при кафедре Общей хирургической патологии профессора Спижарного.
В 1903—1904 годах Некрасов работает уездным врачом III участка Московского уезда.
14 апреля 1904 года в связи с началом Русско-японской войны Некрасов был командирован на Дальний Восток, где служил в составе отрядов Всероссийского объединённого дворянства. Вместе с ним на фронт едет его жена Надежда Максимовна (из семьи купцов Гладилиных). Некрасов участвует в боях на Шахе и Сандену, работает заведующим врачебного отделения в Харбине. За время войны он проделал свыше 1000 крупных операций.
В 1905 году Некрасов с семьёй вернулся в Москву (в Харбине в 1904 году родилась дочь Надежда).
Во время декабрьского восстания 1905 года работал врачом Клинической организации помощи раненым.

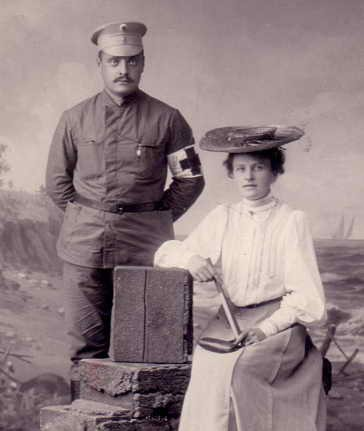
Яков Некрасов с женой Надеждой, 1905

В 1906 году Некрасов переезжает в город Наро-Фоминск Верейского уезда Московской губернии, где вскоре становится главным врачом фабрично-земской больницы при фабрике Товарищества Эмиль Циндель. При Некрасове больница переустраивается, строится новое родильное отделение и хозяйственные постройки. Занимаясь хозяйством, он продолжает оперировать. Некрасов проводит в среднем 250—300 операций в год. Кроме врачебной деятельности Некрасов занимается разработкой сети участковых больниц Верейского и Боровского уездов, читает лекции для рабочих.
В 1914—1917 годах Некрасов заведует сетью медицинских учреждений, в которых лечились солдаты, пострадавшие в ходе боёв на фронтах Первой мировой войны.
В 1917 году Некрасов участвует в образовании первого Совета рабочих депутатов.
В 1918 году Некрасов был выбран в Губернский продовольственный комитет, где он работает комиссаром. В этом же году Некрасов был выбран эпидемиологом губернского земства.
Некрасов стоял у истоков создания первого в стране хозяйства по выращиваю лекарственных растений. В 1918 году он создал плантацию лекарственных растений в имении Феррейна в Подольском уезде.Позднее на базе этой станции был организован Всесоюзный институт лекарственно-ароматических растений (ВИЛАР).

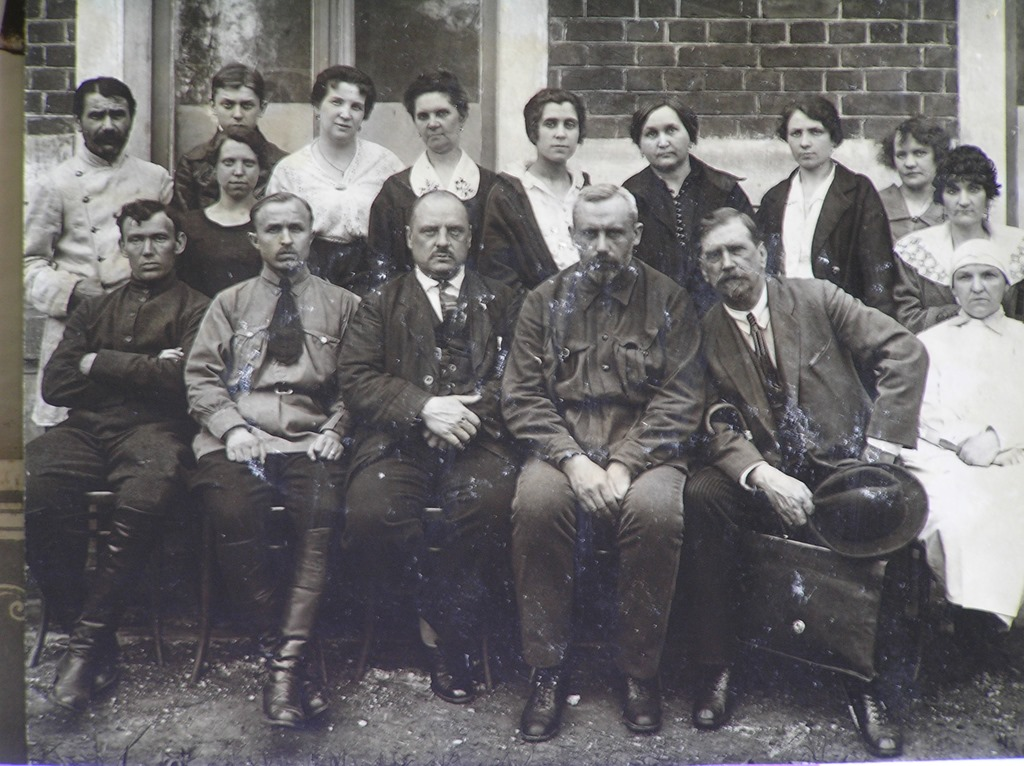
Медицинский персонал наро-фоминского госпиталя, 1915. Я. И. Некрасов — в первом ряду третий слева

В Наро-Фоминске в семье Некрасовых родились ещё одна дочь Марина и сын Юрий. Город предоставил семье врача большую квартиру в двухэтажном особняке.
В 1920 году Некрасов организовывает в городе Дмитрове школу для глухонемых детей рабочих и крестьян Московской губернии.
В 1921 году он был избран на кафедру общественной медицины Высшей Московской медицинской школы.
С 1925 по 1927 годы Некрасов работает в Наркомздраве в качестве консультанта по санитарным вопросам.
Хотя Некрасов, переехав в Москву, перестал практиковать в Наро-Фоминске, к нему до самой войны приезжали консультироваться нарофоминцы, помнившие «своего доктора».
В свою большую московскую квартиру Некрасов поселил двух сестёр — Прасковью и Марию, а также прописал брата Петра, работавшего метеорологом. Соседом по лестничной площадке Некрасова был В. А. Обух, один из врачей В. И. Ленина.
В конце 1920-х — 1930-х годах Некрасов работал врачом-консультантом в поликлинике Государственного Академического Большого театра. Однако большую часть его времени занимала работа в Наркомздраве СССР и в Мосздраве в качестве консультанта по проектированию и строительству лечебных учреждений. Под его руководством были организованы многие десятки лечебных учреждений страны.
С первых дней Великой Отечественной войны (1941—1945 гг.) был назначен главным врачом госпиталя имени Октябрьской Революции[уточнить], который принимал раненных солдат и офицеров и обслуживал население Москвы. Там он проработал до самой смерти в 1944 году.
Яков Ильич Некрасов проработал врачом более 40 лет.

## Память
Князь С. А. Щербатов так охарактеризовал Якова Некрасова:

[он был] дельным, энергичным, на вид колючим, черствым, а на самом деле добрейшим земским врачом. Весь горящий чувством долга и увлеченный огромной работой, он, не покладая рук, оперировал, лечил, делал повязки, носился от одного лазарета к другому.
За участие в Русско-японской войне Некрасов был награждён серебряным знаком с надписью: «Дворянская организация — Красный Крест — Дальний Восток 1904—1905 гг.».
20 марта 1933 года Некрасов получил благодарность от начальника военного госпиталя за отличную врачебную и организационную деятельность.
Его вклад в победу под Москвой был отмечен грамотой Исполнительного комитета союзов обществ Красного Креста и Красного Полумесяца от 12 ноября 1942 года и медалью.
В музее Наро-Фоминска имеется стенд, посвящённый Якову Ильичу Некрасову.

## Научные труды
- Некрасов Я. А., Смирнов Б. А. Проектирование приемного покоя. Под ред. проф. М. И. Рославлева. (Материалы к проектированию больничных сооружений/ Трест «Ленпроект» Ленингр. совета рк и кд. Науч.-иссл. сектор; Вып. 3). Ленинград : Ленпроект, 1935